# Tucupita
Tucupita is een gemeente in de Venezolaanse staat Delta Amacuro. De gemeente telt 104.000 inwoners. De hoofdplaats van de gemeente is Tucupita, die tegelijk ook de hoofdstad van Delta Amacuro is.
De gemeente wordt vertegenwoordigd door een van de sterren op de vlag van Delta Amacuro.